# Al-Taraji Club
Der al-Taraji Club (arabisch نادي الترجي) ist ein 1981 gegründeter saudi-arabischer Fußballverein mit Sitz in al-Qatif in der Provinz asch-Scharqiyya. Aktuell, Stand Oktober 2024, spielt der Verein in der dritten Liga, der Saudi Second Division League.
Der Verein ist auch unter dem Namen The Sailors bekannt.

## Stadion
Der Verein trägt seine Heimspiele im Prince Nayef bin Abdulaziz Stadium in al-Qatif aus. Das Stadion hat ein Fassungsvermögen von 12.000 Personen.

## Erfolge
- Saudi Second Division League: 2022/23 (Gruppe A)  ▲

## Trainerchronik
Stand: Oktober 2024
| Trainer        | von               | bis               |
| -------------- | ----------------- | ----------------- |
| Didier Gomes   | 1. Juli 2023      | 5. Oktober 2023   |
| Mohamed Mohsen | 6. Oktober 2023   | 14. November 2023 |
| Ilie Stan      | 15. November 2023 | 30. Juni 2024     |

## Saisonplatzierung
| Saison  | Liga                         | Level | Spiele | S  | U | N  | Tore  | Punkte | Position        |
| ------- | ---------------------------- | ----- | ------ | -- | - | -- | ----- | ------ | --------------- |
| 2020/21 | Saudi Second Division League | 3     | 26     | 9  | 8 | 9  | 31:35 | 35     | 7. (Gruppe B)   |
| 2021/22 | Saudi Second Division League | 3     | 26     | 15 | 6 | 5  | 41:30 | 51     | 2. (Gruppe B)   |
| 2022/23 | Saudi Second Division League | 3     | 30     | 16 | 8 | 6  | 48-32 | 56     | 1. (Gruppe A) ▲ |
| 2023/24 | Saudi First Division League  | 2     | 34     | 4  | 9 | 21 | 28:66 | 21     | 18. ▼           |
| 2024/25 | Saudi Second Division League | 3     |        |    |   |    |       |        |                 |